# Hajdemo zajedno
Hajdemo zajedno je samostalni album hrvatske pjevačice iz Vojvodine (Srbija) Marije Jaramazović, na kojem pjeva pjesme s istoimene pjesničke zbirke njene majke Mirjane. Pjesme na albumu su skladbe s nastupa na skoro svim festivalima duhovne glazbe na kojima je sudjelovala. 
Glazbu potpisuju Filip Čeliković i Nikola i Sonja Jaramazović.
 Na albumu izdanog u nakladništvu Laudata nalaze se skladbe s nastupa s gotovo svih festivala duhovne glazbe na kojima je sudjelovala.
Na knjizi uz album pogovor je napisala Katarina Čeliković, fotografije i crteži djelo su Petra Gakovića. Izdavač knjige je subotički Katolički institut za kulturu, povijest i duhovnost "Ivan Antunović" i Hrvatska čitaonica iz Subotice.
Pjesme na albumu su:
- Hajdemo zajedno
- Tragom njegove ljubavi
- Utjeha
- Žena iz Magdale
- Lončareva njiva
- Kajem se Isuse
- Drvo križa
- Stopa ti, Marijo,slijedim.
- Čuvaj me, o Bože
- Kraljice Mira
- Na putu do Tebe
- Lutanja